# تشونغ دجي-يونغ
تشونغ دجي-يونغ (هانغل: 정지영) هو كاتب سيناريو ومخرج كوري الجنوبي، ولد في 19 نوفمبر 1946 في تشونغجو في كوريا الجنوبية.

## وصلات خارجية
- تشونغ دجي-يونغ على موقع IMDb (الإنجليزية)